# Provincia de Finlandia Oriental
La provincia de Finlandia Oriental (en finés: Itä-Suomen lääni) fue una de las seis provincias con la que contaba la organización político-administrativa regional en la República de Finlandia, desde la reforma de 1997 hasta finales de 2009. Su capital administrativa era la ciudad de Mikkeli.
El 11,1% de los finlandeses, o unas 581.000 personas, vivían en la provincia de Finlandia Oriental (2004). Las ciudades más grandes de la provincia eran: Kuopio, Joensuu, Mikkeli y Savonlinna.
Tenía una superficie de 48.727 km², ocupando un territorio que en términos de extensión es similar al de la República Dominicana.

## Regiones
Finlandia Oriental fue dividida en tres regiones:
- Carelia del Norte (Pohjois-Karjala)
- Savonia del Norte (Pohjois-Savo)
- Savonia del Sur (Etelä-Savo)

Comprendía 2 Prov. históricas
- Carelia
- Savonia